# عملیات فتح‌المبین
عملیات فتح‌المبین عملیات نظامی گسترده نیروهای مسلح ایران، علیه نیروهای مسلح عراق، در خلال جنگ ایران و عراق بود، که در فروردین ۱۳۶۱ با تلفات بالای انسانی، پس از ۷ روز نبرد سنگین و با پیروزی قاطع نیروهای ایرانی و عقب‌نشینی نیروهای عراق از سرزمین‌های اشغال‌شده، به پایان رسید.
این عملیات در ساعت ۳۰ دقیقه بامداد روز دوشنبه ۲ فروردین ۱۳۶۱ در جبهه جنوبی، در منطقه غرب شهرهای شوش و دهلران با وسعت حدود ۲٫۵۰۰ کیلومتر مربع در استان خوزستان انجام شد. طرح‌ریزی عملیات فتح‌المبین از اواسط آبان ۱۳۶۰ آغاز شده بود. بسیاری بر این باورند که این عملیات نقطه‌عطف جنگ ایران و عراق است، که در نهایت منجر به بیرون راندن نیروهای عراقی از بخش بزرگی از خاک خوزستان شد. هر چند برخی دیگر از مفسران جنگ، عملیات بیت‌المقدس را تعیین‌کننده‌ترین عملیات در طول جنگ ایران و عراق می‌دانند. در مجموع عملیات فتح‌المبین باعث آزادسازی ۲٫۴۰۰ کیلومتر مربع از سرزمین‌های اشغالی، شامل ده‌ها بخش و روستا و نیز چندین جاده ارتباطی مهم در استان خوزستان شد، همچنین شهرهای دزفول، شوش، دهلران و اندیمشک، همچنین پایگاه هوایی دزفول از دید و تیر مؤثر نیروهای عراقی خارج گردید.

## پیشینه
با خاتمه یافتن عملیات طریق‌القدس، تلاش برای اجرای عملیات بعدی به منظور جلوگیری از قدرت تصمیم‌گیری، تجدید سازمان و تقویت روحیه ارتش عراق آغاز شد. در این شرایط که نیروهای ایرانی ابتکار عمل در جنگ و پشت جبهه را در دست داشتند، دو منطقه «غرب دزفول» و «منطقه عمومی خرمشهر» (غرب کارون) نظر فرماندهان ایرانی را به خود جلب کرده بود، که الزاماً می‌بایست یکی از آن‌ها جهت اجرای عملیات بعدی نیروهای ایرانی انتخاب می‌شد.
پس از مدت‌ها بحث و بررسی، فرماندهان نیروی زمینی ارتش، منطقه خرمشهر و فرماندهان سپاه پاسداران منطقه غرب دزفول را برای انجام عملیات آینده پیشنهاد کردند، که سرانجام منطقه پیشنهادی سپاه به دلایلی همچون تناسب یگان‌های خودی با وسعت این منطقه و تناسب شرایط طبیعی این منطقه با رزم قوای پیاده، جهت انجام عملیات فتح‌المبین برگزیده شد.

## طرح عملیات
طرح‌ریزی عملیات فتح‌المبین از اواسط آبان‌ماه ۱۳۶۰ آغاز شد و پس از هماهنگی‌های گسترده میان فرماندهان نظامی، سرانجام طرح عملیاتی شماره ۱ فتح‌المبین در اواخر دی‌ماه همان سال آماده شد. روز ۱۳ بهمن ۱۳۶۰ در پی یک نشست مشترک میان فرماندهان ارشد سپاه و ارتش، طرح یادشده به یگان‌های اجرایی، ابلاغ و متعاقب دریافت اطلاعات جدید در ۳۰ بهمن‌ماه همان سال، طرح اولیه بازنگری‌شده و طرح شماره ۲ در ۱۳ اسفندماه ۱۳۶۰ انتشار یافت.

## اهداف عملیات
1. آزادسازی بخش وسیعی از مناطق اشغال شده منطقه غرب دزفول شوش و اندیمشک، همچون سایت ۴ و ۵ رادار و ده‌ها روستای منطقه.
2. انهدام دو لشکر عراق (۱۰ زرهی و ۱ مکانیزه)
3. دستیابی به خطوط پدافندی
4. خارج کردن شهرهای دزفول، شوش و اندیمشک از تیررس آتش توپخانه عراق.
5. دور کردن آتش مؤثر ارتش عراق از جاده اهواز – اندیمشک.[۷]

## منطقه عملیات
منطقه عمومی عملیات فتح‌المبین در غرب رودخانه کرخه واقع شده‌است و از شمال به ارتفاعات صعب‌العبور تی‌شکن، دالپری، چاه نفت و تپه‌سپتون، از جنوب به ارتفاعات میش‌داغ، تپه‌های رملی و چذابه و از شرق نیز به مرز بین‌المللی (در شمال و جنوب فکه) منتهی می‌شود.
منطقه مزبور ۲۵۰۰ کیلومتر مربع وسعت دارد، از لحاظ جغرافیایی ناهموار است و علاوه بر ارتفاعات یادشده، دارای تپه‌های ماهور بسیار و بعضاً غیرقابل عبور می‌باشد. این بلندی‌ها  به‌دلیل پستی زمین در شرق کرخه، روی شهرهای شوش، هفت‌تپه و جاده اهواز به اندیمشک کاملاً مشرف می‌باشند. ارتفاعات ابوصلیبی‌خات با ۲۰۲ و ۱۸۹ متر، کوه‌های برغازه، رقابیه، تی‌شکن، کمر سرخ، تنگه ابوغریب و رقابیه، مراکز رادار، سایت ۴ و ۵، پادگان عین‌خوش و نقاط حساسی همچون دوسلک و سه‌راهی قهوه‌خانه، از عوارض مهم منطقه عملیاتی فتح‌المبین بودند. جاده‌های آسفالته دزفول به دهلران، عین خوش به چم سری، جاده تنگه ابوغریب، جاده امامزاده عباس به چاه نفت و پل‌های احداث شده روی رودخانه‌های چیخواب و دویرج نیز از مهم‌ترین راه‌های مواصلاتی منطقه محسوب می‌شدند.

## اجرای عملیات
عملیات فتح‌المبین با فرماندهی مشترک ارتش جمهوری اسلامی ایران و سپاه پاسداران و با استفاده از ۳۵ گردان از نیروهای ارتش و ۱۰۰ گردان از نیروهای سپاه پاسداران، در مقابل ۷ تیپ زرهی، ۲۰ تیپ پیاده و ۱۰ گردان توپخانه ارتش عراق که معادل با حدود ۸۰٫۰۰۰ تا ۱۶۰٫۰۰۰ نفر نیرو بود، اجرا گردید. این عملیات در دوم فروردین ۱۳۶۱ بعد از حدود ۱۸ ماه از شروع جنگ ایران و عراق، آغاز شد. هدف نیروهای ایرانی محاصره نیروهای عراقی بود تا بتوانند آنها را در بیرون از شهرهای دزفول و شوش متوقف کرده و از سقوط یا تصرف شهر دزفول نیز جلوگیری نمایند. نیروهای ارتش ایران تحت فرماندهی علی صیاد شیرازی، در شب دوم فروردین، عملیات زرهی خود را آغاز کردند. این عملیات با یورش موج انسانی توسط نیروهای سپاه پاسداران به فرماندهی محسن رضایی، همراهی می‌شد. هر یک از یورش‌های موج انسانی، در حدود ۱٫۰۰۰ نفر از نیروهای سپاه پاسداران و بسیج را شامل می‌گردید.
در طی این عملیات نیروهای ایرانی به خاطر استفاده از استراتژی حملات موج انسانی، تلفات بسیار سنگینی را در خطوط مقدم خود، متحمل شدند. نیروهای ایرانی می‌بایست با ارتش عراق که از حمایت زرهی، توپخانه و پشتیبانی هوایی مناسب برخوردار بودند و موقعیت خود را تثبیت کرده بودند، می‌جنگیدند. پس از آنکه نیروهای ایران به مدت حدود یک هفته عملیات سنگین خود را ادامه دادند و تلفات سنگینی به نیروهای ارتش عراق وارد آوردند، سرانجام صدام حسین دستور عقب‌نشینی نیروهای عراقی را صادر نمود. نیروهای ایرانی توانستند در مدت یک هفته، سه تیپ از نیروهای ارتش عراق را در منطقه عملیات، محاصره کرده و از بین ببرند.

### مرحله اول
عملیات فتح‌المبین در تاریخ ۲ فروردین ۱۳۶۱ در ساعت ۳۰ دقیقه بامداد در غرب دزفول و شوش آغاز شد. اهداف این عملیات انهدام نیروهای ارتش عراق، آزادسازی ارتفاعات و مناطقی در جنوب کشور بود. در ابتدای مرحله اول این عملیات، دو گردان از سپاه و دو گردان از ارتش بدون درگیری با نیروهای عراقی، از خطوط مقدم گذشته و اقدام به دور زدن توپخانه آن‌ها کردند.
در ساعت یک و پنجاه دقیقه، اولین خاک‌ریزهای ارتش عراق سقوط کرد، همچنین خمپاره‌اندازهای واقع در ارتفاعات کوت‌کابون نیز توسط نیروهای ایرانی محاصره شد و در نهایت به تصرف آن‌ها درآمد. در مرحله نخست عملیات فتح‌المبین، جبهه شمالی به قرارگاه قدس، جبهه جنوبی به قرارگاه فتح، جبهه میانی به قرارگاه فجر و جبهه شمال‌شرقی نیز به قرارگاه نصر واگذار شده بود. در روز اول این عملیات با روشن شدن هوا، نیروی هوایی عراق اقدام به بمباران مواضع نیروی ایرانی نمود. در ساعت ۸ و نیم بامداد روز نخست، نیروهای عمل‌کننده در قرارگاه قدس، پادگان عین‌خوش و مناطق اطراف آن را به تصرف خود درآوردند و پس از آن، منطقه امام‌زاده عباس و جاده تدارکاتی دهلران نیز در کنترل یگان‌های قرارگاه قدس قرار گرفت.
در جبهه شمال شرقی نیز تپه‌های علی گره زرد، شاوریه و مواضع توپخانه عراق، تا ارتفاعات نادری نیز توسط قرارگاه نصر تصرف شد. در جبهه جنوبی عملیات نیز نیروهای قرارگاه فتح تا دامنه ارتفاعات رقابیه پیشروی کردند. در پایان مرحله اول عملیات فتح‌المبین، در مجموع ۶۵۰ کیلومترمربع از اراضی تصرف شده توسط ارتش عراق، در کنترل نیروهای ایرانی قرار گرفت و از نیروهای عراقی بیش از ۶۰۰۰ نفر اسیر و ۱۰۰۰۰ نفر کشته و زخمی شدند.

### مرحله دوم
پس از موفقیت نیروهای ایرانی در مرحله اول عملیات، در کمتر از ۲۴ ساعت بعد، مرحله دوم عملیات فتح‌المبین در ساعت ۱ بامداد ۴ فروردین ۱۳۶۱ آغاز گردید. در این مرحله نیروهای ایرانی از ۳ محور تنگه رقابیه، ارتفاعات میش‌داغ و تنگه دلیجان، به نیروهای عراقی هجوم آوردند. در فاصله ۲۴ ساعته میان اجرای مرحله اول و دوم این عملیات، فرماندهی ارتش عراق اقدام به اعزام بخشی از نیروهای زرهی خود از منطقه جنوب به‌طرف شمال نمود و موفق شد مناطق امام‌زاده عباس و دشت عباس را به تصرف خود درآورد. در طول شب نخست مرحله دوم این عملیات، نیروهای ایرانی پس از ۸ کیلومتر پیشروی در خاک عراق، با لشکر ۱ مکانیزه ارتش عراق مواجه شدند، که این درگیری تا صبح روز نخست ادامه داشت و در هنگام صبح، نیروهای عراقی اقدام به عقب‌نشینی موقت نمودند. روز دوم با روشن شدن هوا، درگیری سختی میان نیروی هوایی عراق و پدافند هوایی ایران درگرفت، سپس نیروی زمینی عراق اقدام به پاتک سنگین در مناطق دشت عباس و رقابیه نمود، که با مقاومت نیروهای ایرانی همراه بود و این حالت واماندگی نبرد، تا انتهای مرحله دوم این عملیات ادامه داشت.

### مرحله سوم
دو روز پس از پایان مرحله دوم، سومین مرحله از عملیات فتح‌المبین در نیمه‌شب ۷ فروردین ۱۳۶۱ آغاز شد. در ابتدا نیروهای عراقی اقدام به اجرای تک گسترده در منطقه شوش نمودند. هدف نیروهای ایرانی از اجرای مرحله سوم عملیات فتح‌المبین، تصرف مناطقی در مقابل شهر شوش، تحت عنوان منطقه رادار و سایت ۴ و ۵ بود. مرحله سوم عملیات فتح‌المبین در ساعت ۳ و ۲۰ دقیقه صبح ۷ فروردین ۱۳۶۱ در منطقه سایت ۵ آغاز شد. در این مرحله نیروهای قرارگاه فجر از مقابل با نیروهای عراقی درگیر شدند و قرارگاه نصر نیز اقدام به دور زدن نیروهای عراقی نمود. در ساعت ۴ صبح سایت ۵، در ساعت ۶ صبح منطقه رادار و در ساعت ۷ صبح نیز سایت ۴ توسط نیروهای ایرانی تصرف شد و در نهایت این مرحله با تصرف تنگه رقابیه و عین‌خوش، با پیروزی نیروهای ایرانی به پایان رسید.

## نتیجه عملیات
در نهایت عملیات فتح‌المبین با پیروزی قاطع نیروهای ایران و آزادسازی حدود ۲٬۵۰۰ کیلومتر مربع از مناطق اشغال شده توسط ارتش عراق، به پایان رسید. تلفات نیروهای ایران حدود ۳۰٫۰۰۰ نفر و تلفات نیروهای عراق ۲۵٫۰۰۰ نفر، به علاوه ۱۵٫۰۰۰ نفر اسیر گزارش شده‌است.

## استعداد نیروها

### عراق
مسؤولیت پدافند از منطقه غرب دزفول، برعهده دو لشکر ۱۰ زرهی و لشکر ۱ مکانیزه از نیروی زمینی عراق بود و به تناسب میزان هوشیاری عراق و آگاهی از عملیات نیروهای ایران، بر استعداد آن‌ها افزوده می‌شد. در مجموع، تمامی یگان‌هایی که قبل از شروع عملیات، در منطقه مستقر بودند و نیز تمام یگان‌هایی که حین عملیات وارد منطقه شدند:
- لشکر ۱۰ زرهی؛ شامل: تیپ‌های ۱۷، ۴۲، ۵۱ و ۶۰ زرهی، تیپ ۲۴ مکانیزه، تیپ‌های ۵۵، ۹۹، ۴۲۳ و ۵۰۵ پیاده.
- لشکر ۱ مکانیزه؛ شامل: تیپ‌های ۳۴ و ۵۱ زرهی، تیپ‌های ۱ و ۲۷ مکانیزه، تیپ‌های ۹۳، ۹۶، ۱۰۹ و ۴۲۶ پیاده.
- لشکر ۳ زرهی؛ شامل: تیپ‌های ۶ و ۱۲ زرهی، تیپ ۸ مکانیزه.
- لشکر ۶ مکانیزه؛ شامل: تیپ ۲۵ مکانیزه.
- لشکر ۹ زرهی؛ شامل: تیپ ۱۴ مکانیزه و تیپ‌های ۳۵ و ۴۳ زرهی.
- لشکر ۷ پیاده: شامل: تیپ‌های ۱۹ و ۳۸ پیاده.
- یگان‌هایی با ماموریت‌های ویژه: تیپ‌های ۱۰، ۱۱، ۱۲، ۱۳، ۱۴، ۱۵، ۱۹، ۶۰۳، ۶۰۴، ۶۰۵.
- تیپ‌های مستقل: تیپ مکانیزه گارد جمهوری، تیپ ۱۰ زرهی، تیپ‌های ۹۱ و ۹۲ پیاده و تیپ ۵ گارد مرزی.
- کماندو: ۹ گروهان.
- توپخانه: ۴ گردان از لشکر ۱۰، ۴ گردان از لشکر ۱، ۳ گردان از لشکر ۳ و گردان ۲۱۷.

### ایران
قرارگاه مرکزی کربلا با فرماندهی مشترک نیروی زمینی ارتش و سپاه پاسداران، هدایت کلی این عملیات را برعهده داشت، که ۴ قرارگاه فرعی تحت امر آن بود:
- قرارگاه قدس:
  - ارتش: تیپ ۸۴ پیاده لرستان با ۳ گردان، تیپ ۲ زرهی از لشکر ۹۲ زرهی اهواز با ۳ گردان
  - سپاه: تیپ ۴۱ ثارالله با ۶ گردان، تیپ ۱۴ امام حسین با ۹ گردان و عناصری از سپاه ایلام
- قرارگاه نصر:
  - ارتش: تیپ ۱، تیپ ۲ و تیپ ۳ از لشکر ۲۱ پیاده حمزه با ۱۰ گردان، تیپ ۵۸ ذوالفقار با ۴ گردان
  - سپاه: تیپ ۲۷ محمد رسول‌الله با ۹ گردان، تیپ ۷ ولی عصر با ۹ گردان
- قرارگاه فجر:
  - ارتش: تیپ ۱، تیپ ۲ و تیپ ۳ از لشکر ۷۷ پیاده خراسان
  - سپاه: تیپ ۳۳ المهدی با ۶ گردان، تیپ ۴۶ فجر با ۵ گردان، تیپ ۱۷ علی ابن ابیطالب با ۶ گردان و تیپ ۳۴ امام سجاد با ۱۱ گردان
- قرارگاه فتح:
  - ارتش: تیپ ۱ از لشکر ۹۲ زرهی اهواز، تیپ ۵۵ هوابرد و تیپ ۳۷ زرهی شیراز
  - سپاه: تیپ ۲۵ کربلا، تیپ ۸ نجف با ۸ گردان

در مجموع حدود ۱۰۰ گردان از سپاه و ۳۵ گردان از ارتش، در عملیات فتح‌المبین شرکت کردند، همچنین واحدهایی از توپخانه، هوانیروز و نیروی هوایی ارتش، جهاد سازندگی و مهندسی سپاه و ارتش، پشتیبانی این عملیات را برعهده داشتند.